# Shingo Kukita
Shingo Kukita (født 24. september 1988) er en japansk fodboldspiller, som spiller for den japanske fodboldklub Thespakusatsu Gunma.